# Юзефович, Дмитрий Михайлович
Дми́трий Миха́йлович Юзефо́вич (1777—1821) — генерал-майор Русской императорской армии, герой Отечественной войны 1812.

## Биография
Дмитрий Юзефович родился в 1777 году в дворянской семье Малороссийской губернии участника Русско-турецкой войны 1768—1774, премьер-майора, отставного подполковника и надворного советника Михаила Ивановича Юзефовича, от первого его брака. Юзефовичи происходили из реестровых казаков, служивших польским королям и за это пожалованных шляхетским достоинством. Братья Д. М. Юзефовича — Владимир и Андрей, окончили Пажеский корпус (выпуск декабря 1796).
Записанный в 1788 году сержантом в лейб-гвардии Преображенский полк, он 1 января 1795 года был выпущен к статским делам с чином капитана армии, а 11 апреля того же года поступил адъютантом в штаб генерал-аншефа графа Браницкого; по упразднении же этого штаба с 3 января 1797 он был переведён в сверхкомплектным обер-офицером для укомпектования Екатеринославского кирасирского полка ротмистром, а 18 ноября того же года переведён в Ростовский драгунский полк, и 10 октября 1798 года произведен в майоры.
Переведённый 9 марта 1800 года в Харьковский кирасирский (с 20.07.1801 — драгунский) полк, он 27 декабря 1800 года был произведен в подполковники. С 10 июля 1803 по 12 января 1804 — полковой командир. Находясь во время войны 1805 года в корпусе М. И. Кутузова, Юзефович участвовал во всех движениях корпуса от границы к Браунау и от Браунау к Ольмюцу, но в бою не был, и первое сражение, в котором ему пришлось участвовать, была битва под Аустерлицем. За мужество, оказанное в этом бою, он был награждён золотой шпагой с надписью «за храбрость» (29 января 1806).
Назначенный 23 июня 1806 года вновь полковым командиром Харьковского полка, Юзефович принял участие и в войне 1807 года, находясь со своим полком в корпусе генерал-лейтенанта Эссена. За отличия, выказанные в ночь с 8 на 9 января, когда он с охотниками своего полка атаковал местечко Шумово и взял в плен два неприятельских эскадрона, Юзефович был награждён орденом Святого Георгия 4-й степени. Затем 22 января, при занятии города Острова, он дважды врубался в неприятельскую пехоту и конницу и первый ворвался в город.
После этого Юзефович участвовал в битве 4 февраля при городке Остроленке и 15 июня на реке Бобр, где выдержал и отбил во много раз превосходившие силы поляков под начальством Домбровского. За отличия, выказанные в этой кампании, Юзефович был произведен 12 декабря 1807 года в полковники, а в августе следующего года был назначен шефом Харьковского полка и это звание сохранил до 1 сентября 1814 г., когда во всех армейских полках повелено было не иметь шефов.
С 29 апреля 1812 года назначен комендантом Главной квартиры 2-й Западной армии, с оставлением прежней должности. С самого начала Отечественной войны 1812 года Юзефович, находясь в армии Багратиона в составе 4-го резервного кавалерийского корпуса 2-й Западной армии, командовал Харьковским полком и летучими командами нескольких казачьих полков. При отступлении к Смоленку прикрывал её правый фланг и оказал Багратиону большую услугу разведкой позиций войск Даву под Могилевом 15 июля 1812.
После соединения армий у Смоленска поступил с полком в отряд генерала Д. П. Неверовского и участвовал 2—3 августа в знаменитом отступлении Неверовского из-под Красного к Смоленску, во время которого он, несмотря на отчаянную свою храбрость, потерпел поражение от французской кавалерии, превосходившей его численностью в несколько десятков раз. Командуя Харьковским драгунским и казачьим Быхалова полками и 4 орудиями Донской артиллерии, 4—5 августа он участвовал в двухдневной обороне Смоленска, после чего до самого Бородина, действовуя в арьергарде русских армий, прикрывал отступление, находясь в почти ежедневных стычках.
Сражался 24 августа при Шевардино (награждён орденом Святого Владимира 3-й степени с бантом). Во время Бородинского боя Юзефович много раз бросался со своим полком в атаку и отбил шесть русских орудий, отнятых французами у 5-й конно-артиллерийской роты подполковника Кандыбы, за что и был произведён 26 декабря 1812 в генерал-майоры, со старшинством с 26 августа 1812.
Затем Юзефович 27—29 августа участвовал в арьергардных боях, 6 октября при Тарутине, 12 октября при Малоярославце и 22 октября под Вязьмой, где благодаря присутствию духа и решительным действиям спас весь свой полк, выведя его из окружения французами, за что во второй раз получил орден Святого Владимира 3-й степени 25 февраля 1813.
Под конец войны 1812 года Юзефович командовал авангардом корпуса генерал-адъютанта И. В. Васильчикова.
В кампанию 1813 года Юзефович находился в отряде генерала М. А. Милорадовича, участвовал в блокаде крепостей Модлина и Глогау, в бою 25 апреля при Носсене, сражался 27 апреля под Дрезденом, 29 апреля под Бишофсверденом и 29—30 апреля у Гартау, а 3—4 мая сражался близ деревни Зейтена при Грос-Ферстене. За отличия в этих ратных делах был награждён золотой шпагой с алмазами и надписью «за храбрость» (17.08.1813) и прусским орденом Красного Орла 2-й степени.
Далее, он участвовал 8—9 мая в сражениях под Бауценом и Герлицем, 10 мая при Рейхенбахе, за которые был награждён орденом Святой Анны 1-й степени и пожизненным пенсионом в размере генерал-майорского жалованья.
Затем Юзефович участвовал в боях 7 августа при Цобтене, 11 августа при Гольдберге, 14 августа в уничтожении войск Макдональда и Лористона при Кацбахе, 15 августа при Шенау, 28 августа при Гернгуте, 29 августа при Гохкирхе и 1 сентября при Нидер-Пуцкау, где он особенно отличился в присутствии императора Александра I и был награждён орденом Святого Георгия 3-го класса; 9 сентября при Стольпене, 23 сентября при Торгау и 26 сентября при Мульде.
За участие в сражении 4—7 октября под Лейпцигом Юзефович был награждён алмазными знаками ордена Святой Анны 1-й степени, а за участие в быстром освобождении от французских войск Вестфалии и княжества Бергского, чем много содействовал спасению их от наложенной французами контрибуции в 8000000 франков, получил прусский орден Красного Орла 1-й степени.
В кампании 1814 года его отряд блокировал крепость Мец. После капитуляции Парижа Юзефович был назначен обер-комендантом города Нанси и начальником союзных войск в Лотарингии, где и оставался до конца мая.
По возвращении в Россию, с 29 августа 1814 он был назначен командиром 2-й бригады 4-й драгунской дивизии. С 1 июня 1815 назначен командиром 1-й бригады 4-й драгунской дивизии, а 26 октября 1816 — командиром 1-й бригады 3-й драгунской дивизии. С 27 ноября 1816 года назначен начальником 1-й драгунской дивизии, которой и командовал до 1 января 1819 года, когда был назначен начальником 1-й конно-егерской дивизии. Назначенный 20 января 1820 года начальником 2-й уланской дивизии с квартирой в Чугуеве, в составе Таганрогского, Чугуевского, Борисоглебского и Серпуховского уланских полков, командовал состоявшими под его началом и входившими в дивизию вторыми батальонами Архангелогородского, Костромского, Галицкого пехотных и 7-го егерского полков 4-й, Владимирского, Углицкого, Ярославского пехотных и 25-го, 26-го егерских полков 13-й, Рязанского, Ряжского, Тульского пехотных и 29-го, 30-го егерских полков 15-й пехотных дивизий. Неоднократно награждался высочайшими благоволениями за отличное состояние хозяйственной и фронтовой частей тех дивизий. За отличие награждён орденом Святого Владимира 2 степени 7 сентября 1820 года. С 30 августа 1821 года отчислен от должности и определён состоять по кавалерии из-за болезни.
Дмитрий Михайлович Юзефович скончался 25 сентября 1821 года в городе Ромны, Полтавской губернии. 31 октября 1821 исключен из списков умершим.

## Семья
- Жена — девица Мария Васильевна фон Дерфельден (1793—?), дочь генерала от кавалерии О.-В. Х. фон Дерфельдена (1723[7] или 1735/1737—20[8]/21[7].09.1819[8][9]), сестра коллежской регистраторши Екатерины Васильевны Мартыновской[10], урождённой фон Дерфельден (1783—1.02.1879).
- Братья и сёстры родные: воспитанник Пажеского корпуса, штабс-ротмистр в отставке, титулярный советник Владимир Михайлович Юзефович (ум. до 1828); воспитанник Пажеского корпуса, штабс-ротмистр в отставке Андрей Михайлович Юзефович (ум. до 1830); тайная советница София Михайловна Стог; поручица Анна Михайловна Гербертова.
- Единокровный брат — титулярный советник Харлампий Михайлович Юзефович (ум. не ранее 1828), чиновник Департамента разных податей и сборов М-ва финансов.
- Сводный брат — генерал от инфантерии В. И. Тимофеев.